# Hell, Fire and Damnation
Hell, Fire and Damnation — двадцать четвёртый студийный альбом британской хеви-метал-группы Saxon, выпущенный 17 января 2024 года на лейбле Silver Lining Music. Он попал в международные чарты по всей Европе, войдя в топ-20 британских чартов. Saxon продвигают альбом, присоединившись к Judas Priest и Uriah Heep в туре European Metal Masters весной 2024 года, за которым последует тур по Северной Америке (снова с Uriah Heep).

## Об альбоме
Бифф Байфорд рассказал о названии альбома: «Эта поговорка крутилась у меня в голове с тех пор, как я был маленьким мальчиком, потому что мой отец говорил ее, когда был расстроен», — улыбается Бифф. «Раньше он говорил: „Ад, огонь и проклятие, что ты сейчас делаешь?!“, когда я „испортил его грядку с капустой“ или вырезал что-нибудь на кухонном столе. В те времена это была очень „йоркширская“ поговорка». Заглавный трек, выпущенный 21 гоября 2023 года, представляет собой превосходную классику британского хэви-метала, исследующую сопоставление добра и зла. «Существует так много музыки об аде, дьяволе и оккультизме, что я просто подумал, что пришло время написать музыку о битве между добром и злом!» — объясняет Бифф. «Невозможно петь о дьяволе, не упоминая хорошего человека, и в песне по сути говорится: „Сделай свой выбор“. Нам всем предстоит сделать выбор: злые мы или добрые? Песня об этой борьбе».
Касательно песен из альбома сайт Blabbermouth написал: «В супер-спринтовой «Fire And Steel» с джинсово-кожаным флёром есть яростная дань уважения настоящему хэви-металу, в наэлектризованном среднетемповом «Pirates Of The Airwaves» замечательный намек на рождение НВБХМ, но, возможно, истинное драгоценное сокровище — «There’s Something In Roswell», с таким обширным ритмом и охватом, которые заслуживают арен».
Бифф Байфорд по поводу продюсирования альбома Энди Снипом: «Я думаю, что этот альбом — один из лучших, которые он сделал по звуку, а он записал много альбомов», — заявляет Бифф. «У него по-настоящему сырой, вибрирующий звук… если взять общее время создания этого альбома, то получится максимум четыре недели… все слышно блестяще, ничего не усложняется, ничего не пережимается. Звуки гитары чертовски безмерны, это просто великолепный, сырой гитарный звук. И мы не делали много наложений, это просто игра на инструментах. Мне это очень, очень нравится».

## Список композиций
Слова и музыка всех песен — Биффа Байфорда, Дага Скэррэтта, Брайана Татлера и Ниббса Картера, кроме "The Prophecy", написанной Брайаном Блессидом.
| №                   | Название                                | Длительность |
| ------------------- | --------------------------------------- | ------------ |
| 1.                  | «The Prophecy»                          | 1:24         |
| 2.                  | «Hell, Fire And Damnation»              | 5:32         |
| 3.                  | «Madame Guillotine»                     | 5:24         |
| 4.                  | «Fire And Steel»                        | 3:37         |
| 5.                  | «There's Something In Roswell»          | 4:09         |
| 6.                  | «Kubla Khan And The Merchant Of Venice» | 4:15         |
| 7.                  | «Pirates Of The Airwaves»               | 3:56         |
| 8.                  | «1066»                                  | 4:03         |
| 9.                  | «Witches Of Salem»                      | 5:11         |
| 10.                 | «Super Charger»                         | 4:47         |
| Общая длительность: | Общая длительность:                     | 42:18        |

## Участники
- Бифф Байфорд — вокал
- Даг Скэррэтт — гитара
- Брайан Татлер — гитара
- Ниббс Картер — бас-гитара
- Найджел Глоклер[англ.] — ударные

Дополнительные участники
- Брайан Блессид — речь на «The Prophecy»
- Пол Куинн — гитарные соло на «Fire and Steel», «Super Charger»

Производство
- Бифф Байфорд — производство
- Энди Снип — производство, сведение, мастеринг

## Позиции в чартах
| Чарты (2024)                                  | Наивысшая позиция |
| --------------------------------------------- | ----------------- |
| Австрия (Ö3 Austria)                          | 4                 |
| Бельгия/Валлония (Ultratop)                   | 20                |
| Бельгия/Фландрия (Ultratop)                   | 30                |
| Великобритания (UK Albums Chart)              | 19                |
| Великобритания (UK Independent Albums Chart)  | 1                 |
| Великобритания (UK Rock & Metal Albums Chart) | 2                 |
| Германия (Offizielle Top 100)                 | 4                 |
| Испания (PROMUSICAE)                          | 28                |
| Италия (Classifica album)                     | 91                |
| Нидерланды (Album Top 100)                    | 59                |
| Польша (ZPAV)                                 | 51                |
| Финляндия (Suomen virallinen lista)           | 21                |
| Франция (SNEP)                                | 27                |
| Швейцария (Schweizer Hitparade)               | 4                 |
| Швеция (Sverigetopplistan)                    | 6                 |
| Шотландия (Scottish Albums Chart)             | 2                 |